# Sông Ural
Sông Ural (tiếng Nga: Урал, phát âm [ʊˈraɫ]) hay Jayıq/Zhayyq (tiếng Bashkir: Яйыҡ, Yayıq, يايئق, phát âm [jɑˈjɯq], tiếng Kazakh: Жайық, Jayıq, جايىق, phát âm [ʒɑjə́q]), còn gọi là Yaik (tiếng Nga: Яик) trước năm 1775, là một con sông chảy qua Nga và Kazakhstan. Nó bắt nguồn từ phía nam dãy núi Ural và đổ vào biển Caspi. Với chiều dài 2.428 kilômét (1.509 mi), đây là sông dài thứ ba châu Âu sau Volga và Danube, và sông dài thứ 18 của châu Á. Sông Ural thường được xem là biên giới giữa châu Âu và châu Á.
Sông Ural xuất phát từ một nơi gần núi Kruglaya trong dãy Ural, chảy về hướng nam, qua Magnitogorsk, tới Orsk nó chảy về hướng tây 300 kilômét (190 mi), đến Orenburg, sông này hợp với sông Sakmara. Từ Orenburg, nó chảy tiếp về phía tây, đến Kazakhstan, rồi lại chảy về phía nam ở Oral, chảy ngoằn nghèo qua một đồng bằng phẳng, rộng, trước khi đổ vào biển Caspi.